# Stadtkirche Wesenberg

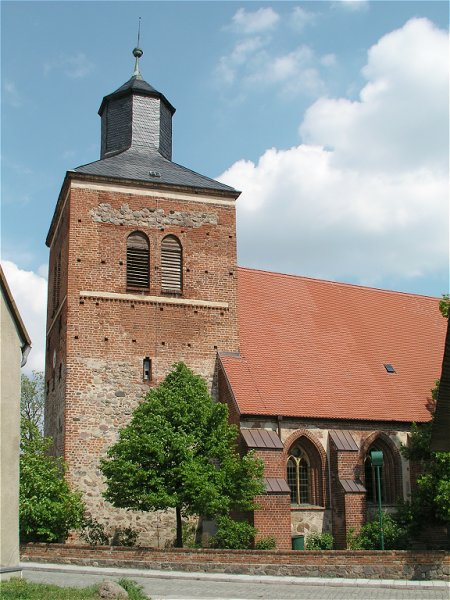
St. Marienkirche in Wesenberg

Die St.-Marien-Kirche ist die Stadtkirche von Wesenberg (Mecklenburg). Sie liegt in leicht erhöhter Lage südwestlich vom Marktplatz. Die Kirchengemeinde Wesenberg gehört zur Propstei Neustrelitz, Kirchenkreis Mecklenburg der Evangelisch-Lutherischen Kirche in Norddeutschland.

## Das Bauwerk
Die ältesten Teile sind der einschiffige Chor und der Turm, die um 1300 aus Quadermauerwerk errichtet wurden. Das Langhaus wurde ungefähr Ende des 14., Anfang des 15. Jahrhunderts eingefügt. Es ist eine Stufenhalle mit Kreuzrippengewölbe, deren Mittelschiff schmaler als der Chor ausfiel. Ende des 15. Jahrhunderts erhielt der Chor ein Sterngewölbe. An der Südseite wurde außerdem eine zweigeschossige Vorhalle in Backsteinbauweise angebaut.

## Ausstattung
- Kanzel, von 1711 mit Figuren der Apostel vom Ende des 16. Jahrhunderts
- Lesepult, von 1686
- Kruzifix (geschnitzt), von 1736
- Messingtaufschale, auf der der Sündenfall dargestellt ist, von 1663
- Chorgestühl mit Arkadenschmuck vom Anfang des 17. Jahrhunderts
- Epitaph, von 1698

### Orgel
Die Orgel wurde 1717 von Johann Michael Röder für die Dorotheenstädtische Kirche in Berlin erbaut und gelangte erst 1833 nach Wesenberg. 1890 und 1907 wurde das Instrument umdisponiert. Im Jahr 2000 wurde das Instrument von der Orgelbaufirma Kristian Wegscheider restauriert. Es ist die älteste Berliner Orgel von Johann Michael Röder.
| Manualwerk C,D,E–c3 |                  |       |
| 1.                  | Principal        | 8′    |
| 2.                  | Gedackt          | 8′    |
| 3.                  | Octave           | 4′    |
| 4.                  | Rohrflöte        | 4′    |
| 5.                  | Quinte           | 3′    |
| 6.                  | Superoctave      | 2′    |
| 7.                  | Superquinte      | 1 ⁄2′ |
| 8.                  | Sedecima         | 1′    |
| 9.                  | Sesquialter II   |       |
| 10.                 | Mixtur III       |       |
| 11.                 | Cimbel II        |       |
| 12.                 | Trompete (ab c0) | 8′    |

| Pedal C,D–d1 |                |     |
| 13.          | Subbaß         | 16′ |
| 14.          | Principalbaß   | 8′  |
| 15.          | Octavenbaß     | 4′  |
| 16.          | Pedalmixtur IV |     |
| 17.          | Pedalcornet II |     |
| 18.          | Posaunenbaß    | 16′ |
| 19.          | Trompetenbaß   | 8′  |

## Belege
1. ↑  Website des Evangelisch-Lutherischen Kirchenkreises Mecklenburg und des Pommerschen Evangelischen Kirchenkreises in der Evangelisch-Lutherischen Kirche in Norddeutschland
2. ↑  Informationen zur Röder-Orgel

Koordinaten: 53° 16′ 53″ N, 12° 58′ 10″ O